# Colley Cibber
Colley Cibber (Bloomsbury, Londres, 6 de novembre de 1671 - Bloomsbury, Londres, 11 de desembre de 1757) fou un poeta, dramaturg i actor anglès.
Fou el primer actor que va realitzar també tasques de direcció, fet que determina la seva importància a la història del teatre. El seu llibre de memòries Apology for the Life of Colley Cibber ('Apologia de la vida de Colley Cibber, comediant', 1740) aporta informació molt valuosa sobre el teatre de l'època; de fet, les dues comèdies que va escriure reflecteixen els canvis culturals i ideològics de principis del segle xviii.
Cibber va escriure algunes peces teatrals perquè fossin representades per la seva pròpia companyia en el teatre de Drury Lane i en va adaptar moltes d'altres. La seva feina va rebre crítiques negatives de gent de la talla de Alexander Pope, que el satiritzatva a la seva obra la Dunciad, fet que encara li fou beneficiòs, ja que li va donar una fama i una popularitat que no tenia fins llavors.

## Representacions
- Love's Last Shift (Comèdia, gener 1696)
- Woman's Wit (Comèdia, 1697)
- Xerxes (Tragèdia, Lincoln's Inn Fields, 1699)
- The Tragical History of King Richard III (Tragèdia, 1699)
- Love Makes a Man (Comèdia, Desembre 1700)
- The School Boy (Comèdia, for 24 Octubre 1702)
- She Would and She Would Not (Comèdia, 26 Novembre 1702)
- The Careless Husband (Comèdia, 7 Desembre 1704)
- Perolla and Izadora (Tragèdia, 3 Desembre 1705)
- The Comical Lovers (Comèdia, Haymarket, 4 Febrer 1707)
- The Double Gallant (Comèdia, Haymarket, 1 Novembre 1707)
- The Lady's Last Stake (Comèdia, Haymarket, 13 Desembre 1707)
- The Rival Fools (Comèdia, 11 gener 1709)
- The Rival Queans (Comèdia-Tragèdia, Haymarket, 29 Juny 1710), a paròdia de Nathaniel Lee's The Rival Queens.[1]
- Ximena (Tragedy, 28 Novembre 1712)
- Venus and Adonis (Mascarada, 12 Març 1715)
- Myrtillo (Pastoral, 5 Novembre 1715)
- The Nonjuror (Comèdia, 6 Desembre 1717)
- The Refusal (Comèdia, 14 Febrer 1721)
- Cæsar in Egypt (Tragèdia, 9 desembre 1724)
- The Provoked Husband (amb John Vanbrugh|, Comèdia, 10 Gener 1728)
- Love in a Riddle (Pastoral, 7 Gener 1729)
- Damon and Phillida (Pastoral, Haymarket, 16 Agost 1729)
- Papal Tyranny in the Reign of King John (Tragèdia, Covent Garden, 15 Febrer 1745)

Bulls and Bears, Drury Lane, 2 desembre 1715, és atribuïda a Cibber però no va ser mai publicada